# Vis-en-Artois
Vis-en-Artois [vis ɑ̃.n‿aʁtwa] est une commune française située dans le département du Pas-de-Calais en région Hauts-de-France.
La commune fait partie de la communauté de communes Osartis Marquion qui regroupe 49 communes et compte 42 651 habitants en 2021.

## Géographie

### Localisation
Localisée dans le sud-est du département du Pas-de-Calais, Vis-en-Artois est une commune traversée par le Cojeul au nord et la Sensée au sud-est, et située, à vol d'oiseau, à 12 km au sud-est de la commune d’Arras (aire d'attraction, chef-lieu d'arrondissement et préfecture du Pas-de-Calais). L'agglomération s'étend le long de la RD 939 (ancienne route nationale 39) et ancienne voie romaine reliant Arras et Cambrai.
Le territoire de la commune est limitrophe de ceux de sept communes.
Les communes limitrophes sont Boiry-Notre-Dame, Chérisy, Guémappe, Haucourt, Hendecourt-lès-Cagnicourt, Monchy-le-Preux et Rémy.

### Géologie et relief
La superficie de la commune est de 6,42 km2 ; son altitude varie de 46  à   88 mètres.

### Hydrographie
Le territoire de la commune est situé dans le bassin Artois-Picardie.
La commune est traversée par deux cours d'eau :
- le Sensée, d'une longueur de 27,07 km qui prend sa source dans la commune de Saint-Léger et se jette dans le canal du Nord au niveau de la commune d'Arleux[4] ;
- le Cojeul, d'une longueur de 25 km, qui prend sa source dans la commune de Douchy-lès-Ayette et se jette dans la Sensée au niveau de la commune d'Éterpigny[5].

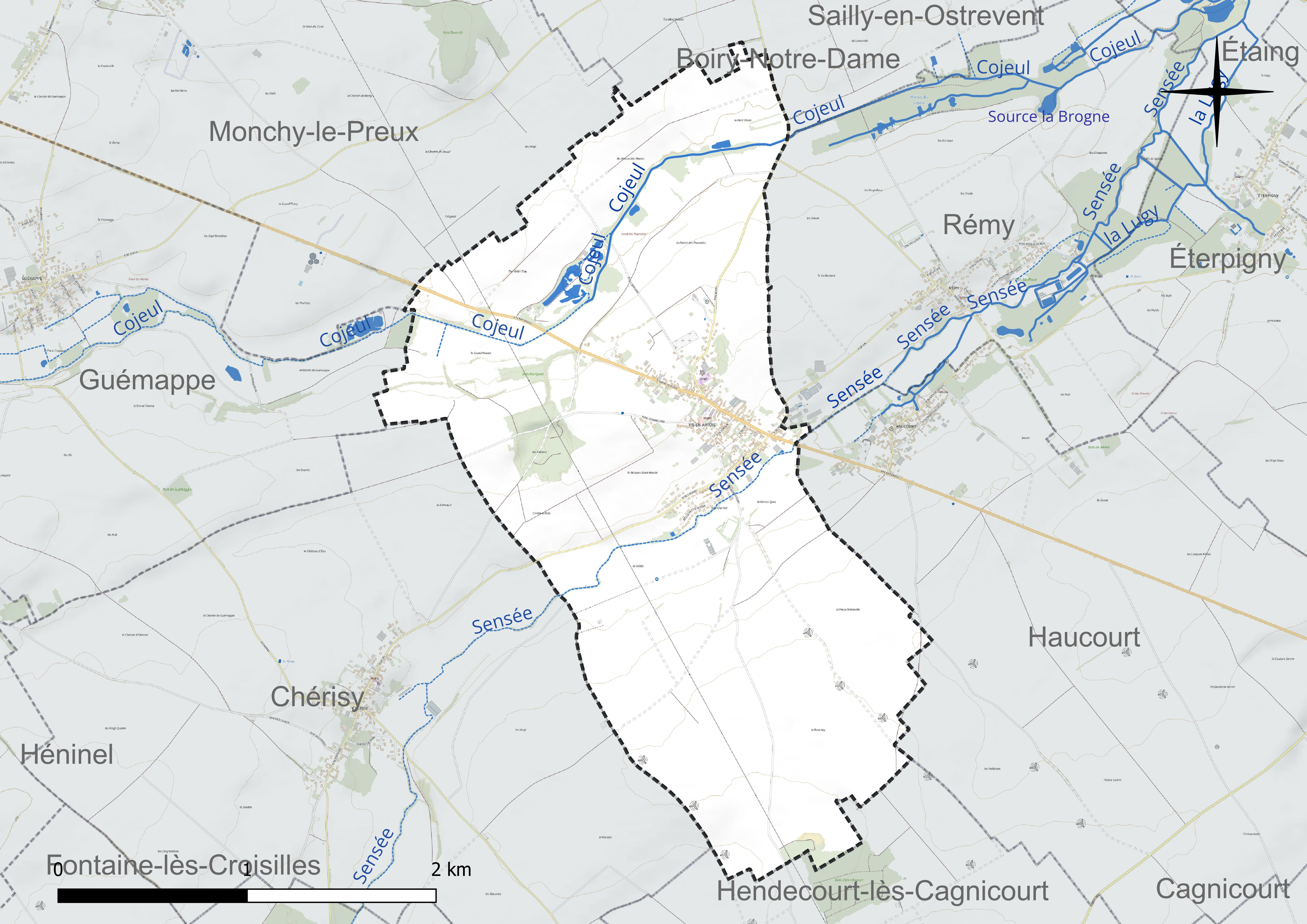
Réseau hydrographique de Vis-en-Artois.

### Climat
Pour des articles plus généraux, voir Climat des Hauts-de-France et Climat du Pas-de-Calais.
En 2010, le climat de la commune est de type climat océanique dégradé des plaines du Centre et du Nord, selon une étude du CNRS s'appuyant sur une série de données couvrant la période 1971-2000. En 2020, Météo-France publie une typologie des climats de la France métropolitaine dans laquelle la commune est exposée à un climat océanique et est dans la région climatique Nord-est du bassin Parisien, caractérisée par un ensoleillement médiocre, une pluviométrie moyenne régulièrement répartie au cours de l’année et un hiver froid (3 °C).
Pour la période 1971-2000, la température annuelle moyenne est de 10,3 °C, avec une amplitude thermique annuelle de 14,7 °C. Le cumul annuel moyen de précipitations est de 722 mm, avec 11,8 jours de précipitations en janvier et 9 jours en juillet. Pour la période 1991-2020, la température moyenne annuelle observée sur la station météorologique la plus proche, située sur la commune de Wancourt à 5 km à vol d'oiseau, est de 10,8 °C et le cumul annuel moyen de précipitations est de 711,4 mm,. Pour l'avenir, les paramètres climatiques de la commune estimés pour 2050 selon différents scénarios d'émission de gaz à effet de serre sont consultables sur un site dédié publié par Météo-France en novembre 2022.
| Mois                                  | jan.             | fév.             | mars          | avril         | mai             | juin           | jui.          | août          | sep.          | oct.          | nov.            | déc.             | année      |
| ------------------------------------- | ---------------- | ---------------- | ------------- | ------------- | --------------- | -------------- | ------------- | ------------- | ------------- | ------------- | --------------- | ---------------- | ---------- |
| Température minimale moyenne (°C)     | 1,3              | 1,4              | 3,4           | 5,1           | 8,4             | 11,2           | 13,1          | 13,1          | 10,7          | 7,9           | 4,4             | 1,9              | 6,8        |
| Température moyenne (°C)              | 3,8              | 4,3              | 7,2           | 10            | 13,3            | 16,2           | 18,4          | 18,4          | 15,4          | 11,5          | 7,2             | 4,3              | 10,8       |
| Température maximale moyenne (°C)     | 6,2              | 7,2              | 11            | 14,9          | 18,1            | 21,2           | 23,6          | 23,7          | 20,1          | 15,2          | 9,9             | 6,7              | 14,8       |
| Record de froid (°C) date du record   | −14,1 12.01.1987 | −13,3 07.02.1991 | −9,4 13.03.13 | −4,4 20.04.17 | −1,3 07.05.1997 | 2,3 05.06.1991 | 5,1 31.07.15  | 4,4 02.08.15  | 0,5 30.09.18  | −4 24.10.03   | −8,6 24.11.1998 | −12,8 29.12.1996 | −14,1 1987 |
| Record de chaleur (°C) date du record | 14,9 09.01.15    | 18,2 26.02.19    | 24,3 31.03.21 | 26,8 20.04.18 | 30,5 12.05.1998 | 34,4 18.06.22  | 41,7 25.07.19 | 37,6 06.08.03 | 34,6 15.09.20 | 29,3 01.10.11 | 19,9 07.11.15   | 16,1 07.12.00    | 41,7 2019  |
| Précipitations (mm)                   | 56,7             | 48,7             | 50,2          | 42,7          | 61              | 60,9           | 64,9          | 62,9          | 57,6          | 65,4          | 64              | 76,4             | 711,4      |

### Paysages
Pour un article plus général, voir Paysage en France.
La commune est située dans le paysage régional des grands plateaux artésiens et cambrésiens tel que défini dans l’atlas de paysages de la région Nord-Pas-de-Calais, conçu par la direction régionale de l'Environnement, de l'Aménagement et du Logement (DREAL),. Ce paysage régional, qui concerne 238 communes, est dominé par les « grandes cultures » de céréales et de betteraves industrielles qui représentent 70 % de la surface agricole utilisée (SAU).

### Milieux naturels et biodiversité

#### Zones naturelles d'intérêt écologique, faunistique et floristique
L’inventaire des zones naturelles d'intérêt écologique, faunistique et floristique (ZNIEFF) a pour objectif de réaliser une couverture des zones les plus intéressantes sur le plan écologique, essentiellement dans la perspective d’améliorer la connaissance du patrimoine naturel national et de fournir aux différents décideurs un outil d’aide à la prise en compte de l’environnement dans l’aménagement du territoire.
Le territoire communal comprend une ZNIEFF de type 1 : le marais de Wancourt-Guemappe, d’une superficie de 76 hectares et d'une altitude variant de 51  à   70 mètres. Ce site constitue un vaste espace humide entouré par de l’agriculture intensive, il est composé d’un complexe de prairies alluviales anciennement exploitées, à courtes périodes d’inondations et est souvent asséché l'été.
et une ZNIEFF de type 2 : le complexe écologique de la vallée de la Sensée, d’une superficie de 50,53 km2 et d'une altitude variant de 30  à   45 mètres. Cette ZNIEFF de la vallée de la Sensée s’étend sur plus de 20 kilomètres depuis les communes de Remy et Haucourt jusqu’à la confluence de la rivière canalisée avec l’Escaut. Elle forme une longue dépression à fond tourbeux, creusée entre des plateaux aux larges ondulations ; Ostrevent au Nord, bas-Artois au Sud et Cambrésis à l’Est.

Carte des ZNIEFF de type 1 et 2 sur la commune
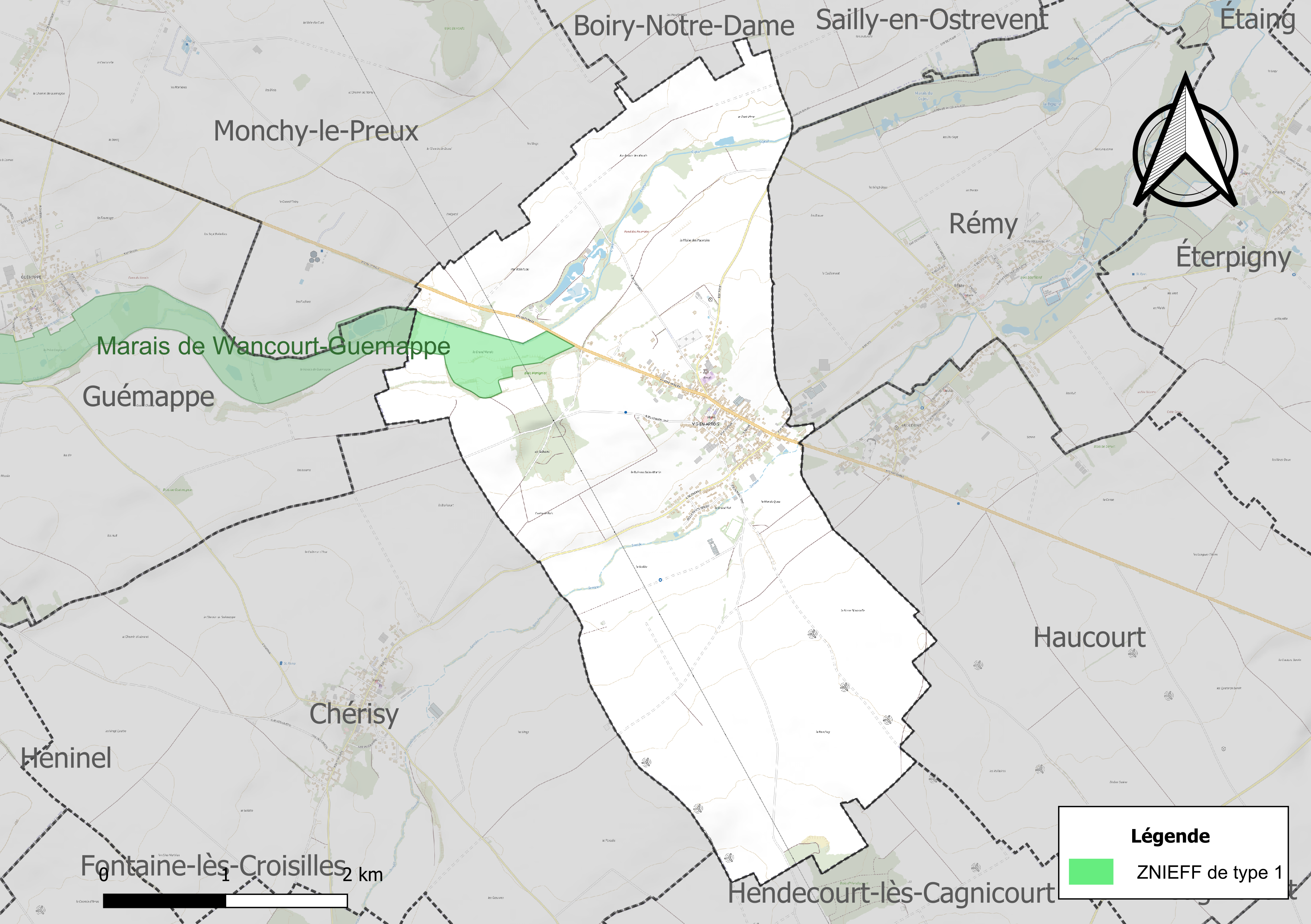
Carte de la ZNIEFF de type 1 sur la commune.
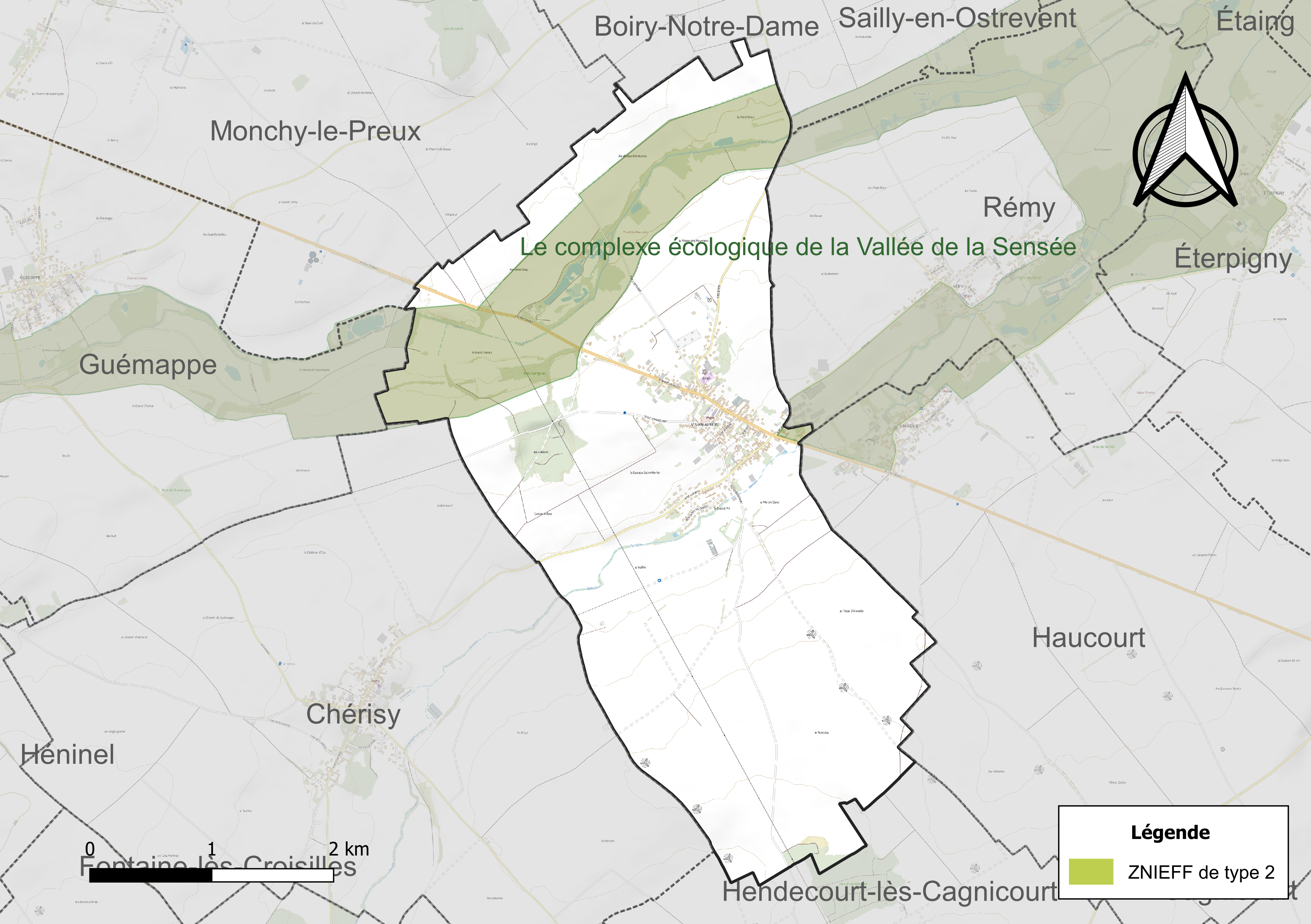
Carte de la ZNIEFF de type 2 sur la commune.

## Urbanisme

### Typologie
Au 1er janvier 2024, Vis-en-Artois est catégorisée bourg rural, selon la nouvelle grille communale de densité à sept niveaux définie par l'Insee en 2022.
Elle est située hors unité urbaine. Par ailleurs la commune fait partie de l'aire d'attraction d'Arras, dont elle est une commune de la couronne,. Cette aire, qui regroupe 163 communes, est catégorisée dans les aires de 50 000 à moins de 200 000 habitants,.

### Occupation des sols
L'occupation des sols de la commune, telle qu'elle ressort de la base de données européenne d’occupation biophysique des sols Corine Land Cover (CLC), est marquée par l'importance des territoires agricoles (93,5 % en 2018), en diminution par rapport à 1990 (94,6 %). La répartition détaillée en 2018 est la suivante : 
terres arables (93,5 %), zones urbanisées (6,5 %), prairies (0,1 %). L'évolution de l’occupation des sols de la commune et de ses infrastructures peut être observée sur les différentes représentations cartographiques du territoire : la carte de Cassini (XVIIIe siècle), la carte d'état-major (1820-1866) et les cartes ou photos aériennes de l'IGN pour la période actuelle (1950 à aujourd'hui).

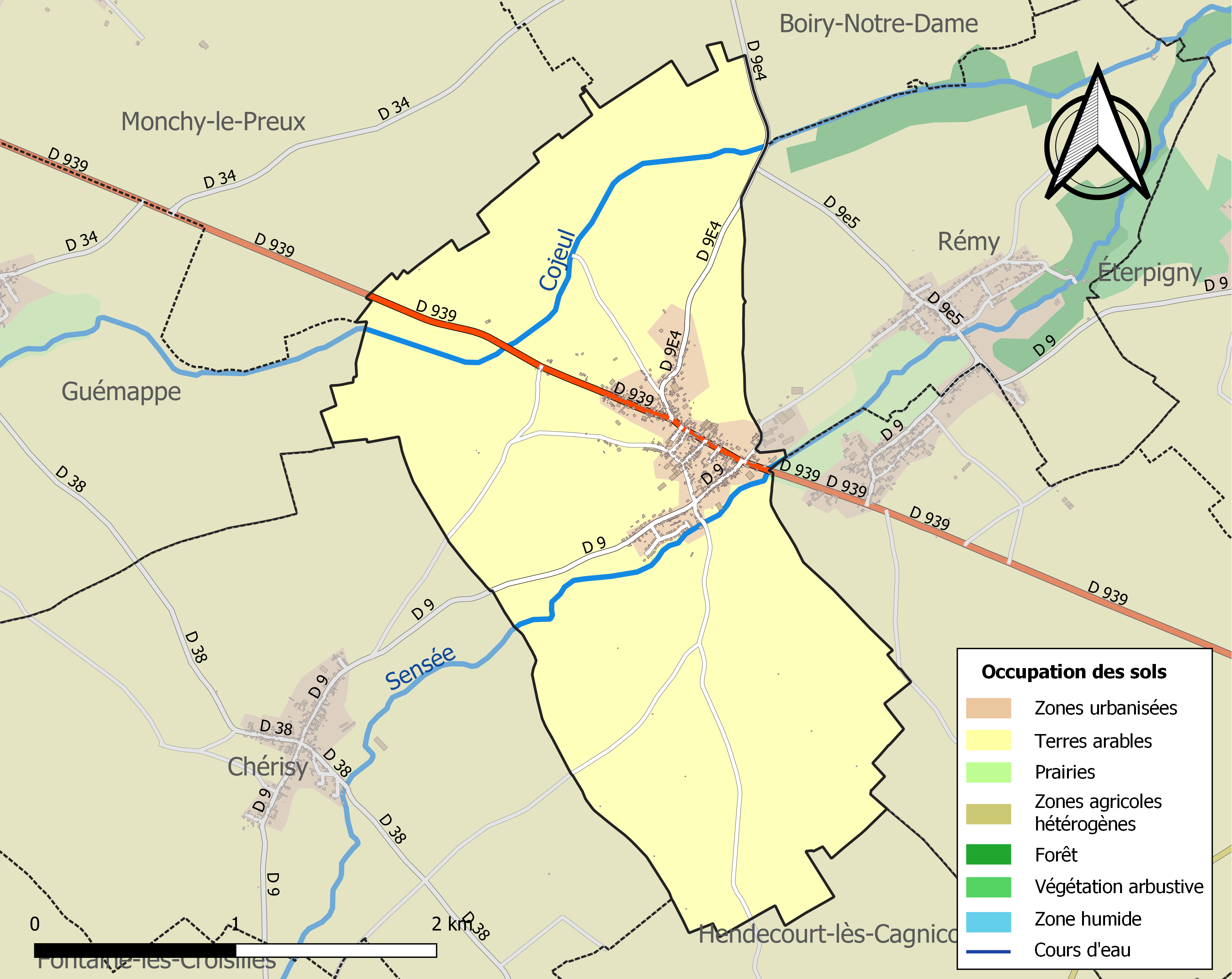
Carte des infrastructures et de l'occupation des sols de la commune en 2018 (CLC).

### Énergie
Six éoliennes produisent de l’électricité à Vis-en-Artois depuis 2012.

### Voies de communication et transports
La gare de Biache-Saint-Vaast, située à 9 km, est la plus proche du village mais la gare d'Arras, située à 12 km, est bien mieux desservie.
Vis est située à 8 km de l'échangeur no 15 de l'A1 (en direction de Paris et de Calais), à 12 km de l'échangeur no 16 de l'A1 (en direction de Lille) et à 13 km de l'échangeur no 8 de l'A26 (en direction de Reims).

## Toponymie
Le nom de la localité est attesté sous les formes Vis en 1024 ; Vici en 1098 ; Vi en 1154-1159 ; Vi-en-Artois en 1261 ; Wy en 1324 ; Vy en 1330 ; Vis-en-Arthois en 1565.
Du mot latin Vicus donné à une petite agglomération (village). On retrouve sa trace en français dans les toponymes composés de Vic. Le pluriel est vici. Dans la civilisation romaine de la colonisation, le vicus a désigné le village gaulois. Le terme s’est maintenu jusqu’au haut Moyen Âge pour désigner un gros village. Il a par la suite été balayé par l’extension urbaine de la villa, d’abord simple domaine rural puis à l’origine du village.
L’Artois est un pays traditionnel et une province du royaume sous l’Ancien Régime, ayant pour capitale Arras, aujourd’hui inclus principalement dans le département du Pas-de-Calais.

## Histoire

### Première Guerre mondiale

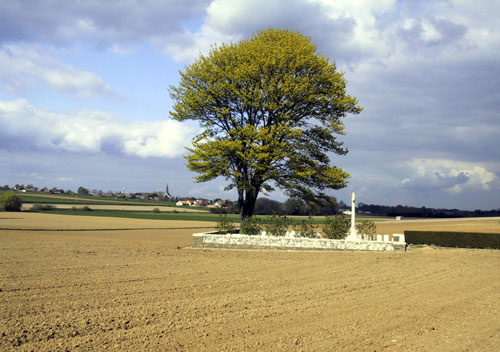
Un cimetière britannique.

La Première Guerre mondiale a marqué profondément la commune, qui est sous la coupe des Allemands dès le 30 septembre 1914 et n'est libérée que le 24 août 1918 par les Canadiens.
Au cours des années 1917 et 1918, le village est complètement détruit. Les habitants qui n’avaient pas fui avant l’arrivée des troupes envahissantes sont évacués à La Glanerie en Belgique.
L’empereur Guillaume II est venu à Vis pour assister à la bataille de Monchy-le-Preux, Vis étant un village situé juste devant la ligne Hindenburg.
Le 24 septembre 1920, la commune de Vis-en-Artois est citée à l’ordre de l'armée et reçoit la croix de guerre, distinction également attribuée à 276 autres communes du Pas-de-Calais.
Tout le village est reconstruit dans les années 1920 et son monument aux morts est inauguré le 10 août 1924.

## Politique et administration

### Découpage territorial
La commune se trouve dans l'arrondissement d'Arras du département du Pas-de-Calais.

#### Commune et intercommunalités
La commune est membre de la communauté de communes Osartis Marquion.

#### Circonscriptions administratives
La commune est rattachée au canton de Brebières.

#### Circonscriptions électorales
Pour l'élection des députés, la commune fait partie de la première circonscription du Pas-de-Calais.

### Élections municipales et communautaires

#### Liste des maires
| Période   | Période                     | Identité          | Étiquette | Qualité |
| --------- | --------------------------- | ----------------- | --------- | --- |
| mars 2001 | En cours (au 13 avril 2022) | Christian Thievet |           | Agriculteur Réélu pour le mandat 2008-2014 Réélu pour le mandat 2014-2020, Réélu pour le mandat 2020-2026, |

### Jumelages
La commune est jumelée avec :
| Ville | Ville    | Pays | Pays        | Période     |
| ----- | -------- | ---- | ----------- | ----------- |
|       | Hernhill |      | Royaume-Uni | depuis 1998 |

## Population et société

### Démographie

#### Évolution démographique
L'évolution du nombre d'habitants est connue à travers les recensements de la population effectués dans la commune depuis 1793. Pour les communes de moins de 10 000 habitants, une enquête de recensement portant sur toute la population est réalisée tous les cinq ans, les populations de référence des années intermédiaires étant quant à elles estimées par interpolation ou extrapolation. Pour la commune, le premier recensement exhaustif entrant dans le cadre du nouveau dispositif a été réalisé en 2004.

En 2022, la commune comptait 639 habitants, en évolution de −2,59 % par rapport à 2016 (Pas-de-Calais : −0,72 %, France hors Mayotte : +2,11 %).
| 1793 | 1800 | 1806 | 1821 | 1831 | 1836 | 1841 | 1846 | 1851 |
| ---- | ---- | ---- | ---- | ---- | ---- | ---- | ---- | ---- |
| 367  | 439  | 479  | 480  | 585  | 608  | 625  | 628  | 623  |

| 1856 | 1861 | 1866 | 1872 | 1876 | 1881 | 1886 | 1891 | 1896 |
| ---- | ---- | ---- | ---- | ---- | ---- | ---- | ---- | ---- |
| 653  | 688  | 751  | 762  | 734  | 810  | 825  | 795  | 766  |

| 1901 | 1906 | 1911 | 1921 | 1926 | 1931 | 1936 | 1946 | 1954 |
| ---- | ---- | ---- | ---- | ---- | ---- | ---- | ---- | ---- |
| 782  | 723  | 709  | 388  | 541  | 623  | 606  | 577  | 579  |

| 1962 | 1968 | 1975 | 1982 | 1990 | 1999 | 2004 | 2006 | 2009 |
| ---- | ---- | ---- | ---- | ---- | ---- | ---- | ---- | ---- |
| 631  | 608  | 617  | 603  | 539  | 536  | 552  | 556  | 642  |

| 2014 | 2019 | 2022 | - | - | - | - | - | - |
| ---- | ---- | ---- | - | - | - | - | - | - |
| 652  | 649  | 639  | - | - | - | - | - | - |

#### Pyramide des âges
En 2018, le taux de personnes d'un âge inférieur à 30 ans s'élève à 33,6 %, soit en dessous de la moyenne départementale (36,7 %). De même, le taux de personnes d'âge supérieur à 60 ans est de 21,7 % la même année, alors qu'il est de 24,9 % au niveau départemental.
En 2018, la commune comptait 332 hommes pour 319 femmes, soit un taux de 51,00 % d'hommes, largement supérieur au taux départemental (48,50 %).
Les pyramides des âges de la commune et du département s'établissent comme suit.
| Hommes | Classe d’âge | Femmes |
| ------ | ------------ | ------ |
| 0,6    | 90 ou +      | 1,6    |
| 4,5    | 75-89 ans    | 6,9    |
| 16,3   | 60-74 ans    | 13,5   |
| 21,8   | 45-59 ans    | 20,1   |
| 23,6   | 30-44 ans    | 23,9   |
| 12,7   | 15-29 ans    | 12,3   |
| 20,5   | 0-14 ans     | 21,7   |

| Hommes | Classe d’âge | Femmes |
| ------ | ------------ | ------ |
| 0,5    | 90 ou +      | 1,6    |
| 5,6    | 75-89 ans    | 8,9    |
| 16,7   | 60-74 ans    | 18,1   |
| 20,2   | 45-59 ans    | 19,2   |
| 18,9   | 30-44 ans    | 18,1   |
| 18,2   | 15-29 ans    | 16,2   |
| 19,9   | 0-14 ans     | 17,9   |

## Culture locale et patrimoine

### Lieux et monuments
- L'église Saint-Martin, construite en béton armé, entre 1924 et 1928, fait partie d’un ensemble architectural remarquable du même architecte, Marcel Bonhomme, comprenant la mairie, l’école et le bureau de poste[37].
- Le monument aux morts.

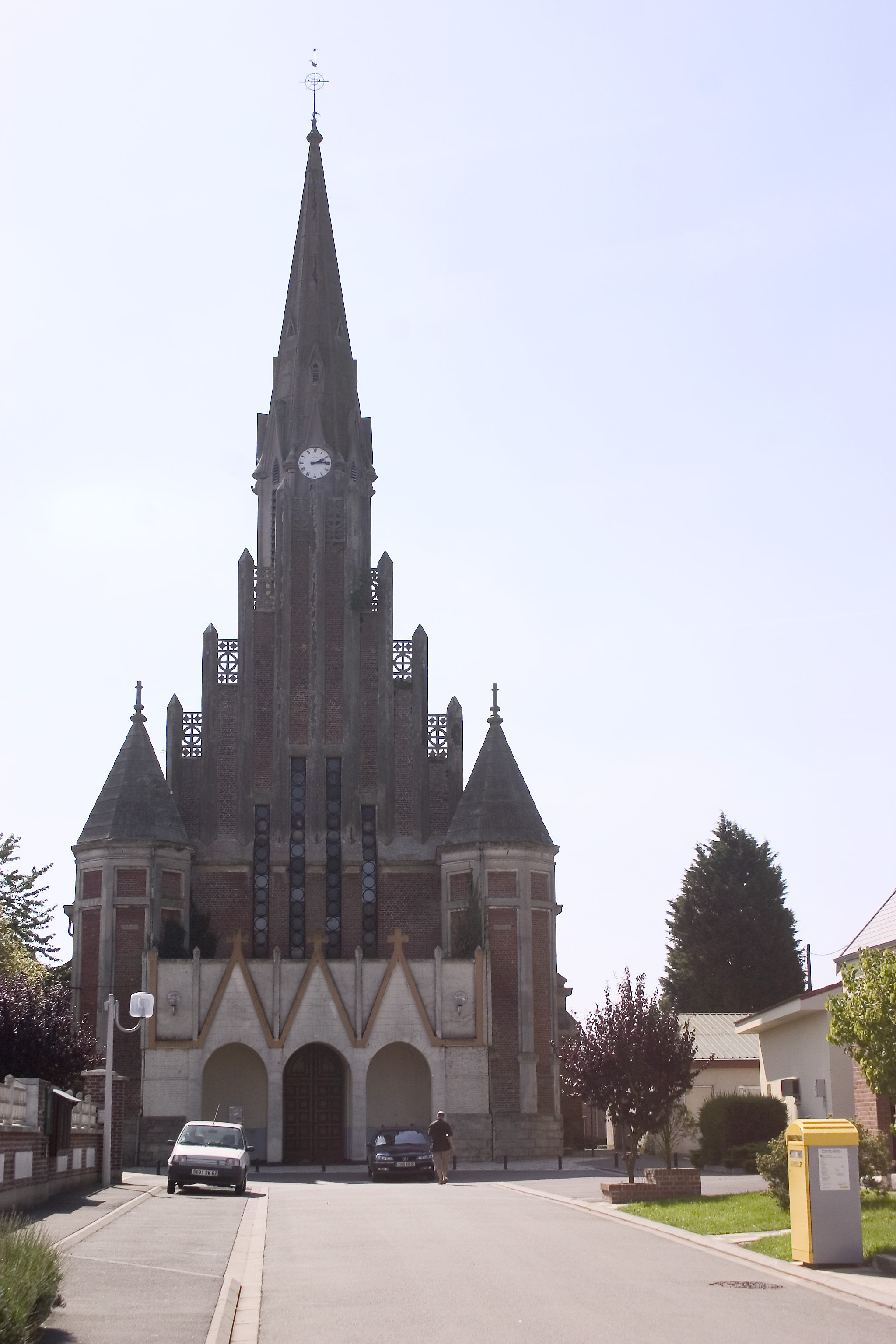
L'église.
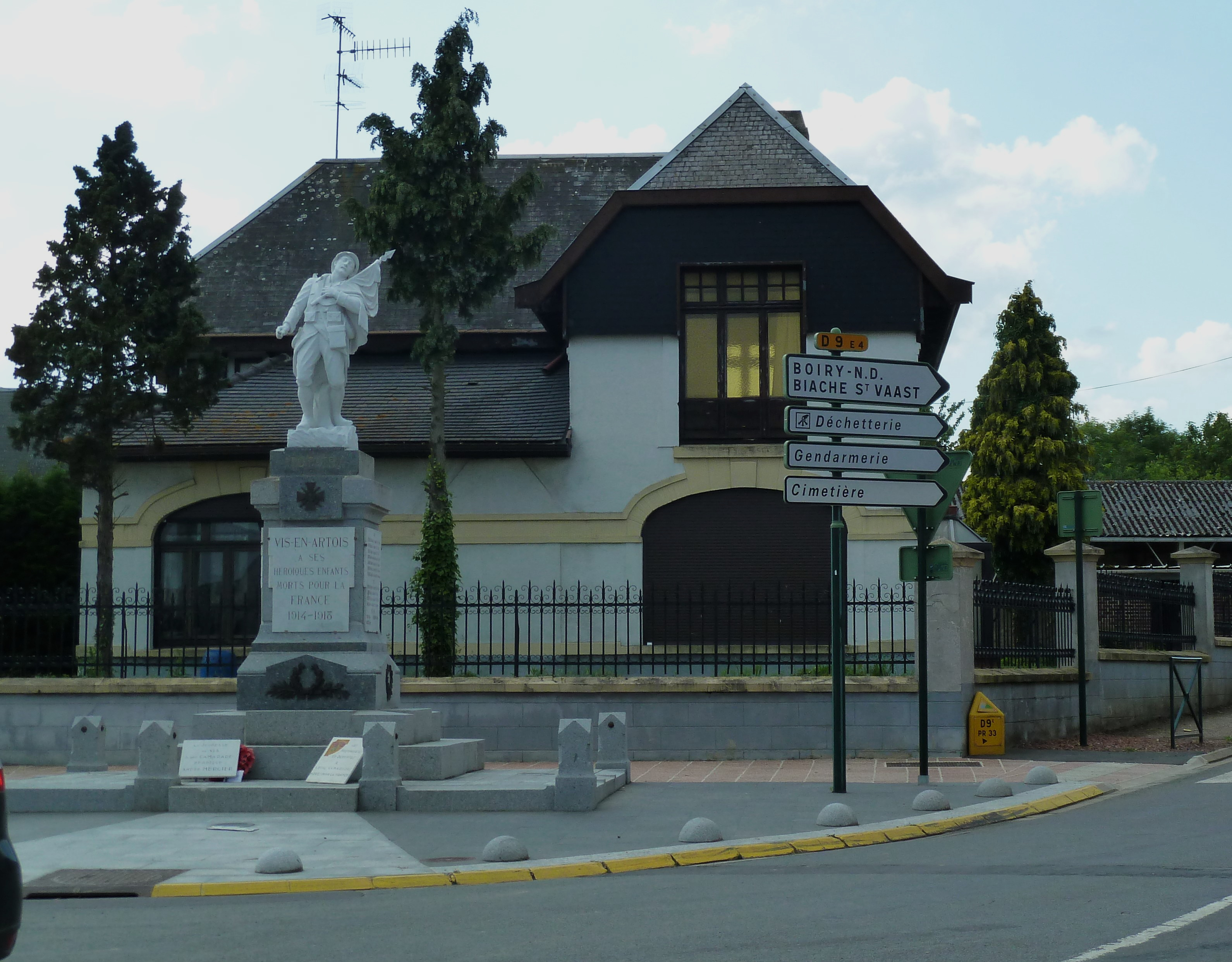
Le monument aux morts.

### Personnalités liées à la commune
- Jules Viseur (1836-1923), homme politique né à Vis-en-Artois, sénateur du Pas-de-Calais de 1897 à 1920.

### Héraldique
| Armes de Vis-en-Artois | Les armes de Vis-en-Artois se blasonnent ainsi : taillé vivré : au 1) d'argent à la jumelle ondée d’azur en barre, au second de gueules à l’épi de blé tronqué en barre. |

## Pour approfondir